# Aghbala (kommun)
Aghbala (franska: Aghbala (CR), Aghbala (Commune Rurale), arabiska: تفني) är en kommun i Marocko.   Den ligger i provinsen Béni Mellal och regionen Béni Mellal-Khénifra, i den nordöstra delen av landet, 220 km sydost om huvudstaden Rabat. Antalet invånare är 6 100.